# Обуховські Виселки
Обуховські Виселки (рос. Обуховские Выселки) — присілок в Бариському районі Ульяновської області Російської Федерації.
Населення становить 24 особи. Входить до складу муніципального утворення Ленінське міське поселення.

## Історія
Від 2004 року входить до складу муніципального утворення Ленінське міське поселення.

## Населення
| 2010 |
| ---- |
| 24   |